# 香住原子力発電所
香住原子力発電所（かすみげんしりょくはつでんしょ）は、関西電力が兵庫県城崎郡香住町（現美方郡香美町香住区）下浜地区三田浜に建設を計画していた原子力発電所である。

## 経緯
- 1965年　町議会、原子力発電所誘致対策委員会発足。日本最初の原発である東海原発臨界。
- 1967年　神戸新聞が香住原発計画をスクープ。
- 1970年　西上町長が誘致断念を表明。

## 設備
- 原子炉：沸騰水型軽水炉4基
- 定格電気出力：75万キロワット